# Borappanapalya, Gubbi
Borappanapalya là một làng thuộc tehsil Gubbi, huyện Tumkur, bang Karnataka, Ấn Độ.